# Pilluana (distrito)
Pilluana é um distrito do Peru, departamento de San Martín, localizada na província de Picota.

## Transporte
O distrito de Pilluana não é servido pelo sistema de estradas terrestres do Peru.